# Koloa Talake
Koloa Talake MBE (* 7. Juni 1934 auf Vaitupu, Gilbert- und Elliceinseln; † 26. Mai 2008) war ein tuvaluischer Politiker. Von Dezember 2001 bis August 2002 war er Premierminister des Landes, zuvor hatte er bereits verschiedene Ministerposten innegehabt.

## Leben
Talake wurde 1934 auf dem Atoll Vaitupu in der damaligen britischen Kronkolonie Gilbert- und Elliceinseln geboren. 1973 wurde er Wirtschaftsprüfer (auditor) der damaligen Kolonialbehörden und behielt diese Position auch, als innerhalb der Kolonialbehörden das sich formierende Tuvalu eigenständig wurde. Von 1977 bis zur Unabhängigkeit des Inselstaates 1978 war er Finanzminister der Kolonialregierung Tuvalus. Danach zog er sich zunächst aus der Politik zurück, bevor er bei der Parlamentswahl 1993 für sein Heimatatoll Vaitupu ein Sitz im Fale i Fono gewann. Noch im selben Jahr trat er in die Regierung von Kamuta Latasi ein und wurde Finanzminister. Gleichzeitig war er auch Minister für Wirtschaftsentwicklung, Handel und Tourismus. Als Latasis Regierung 1996 ihre Mehrheit verlor, verlor auch Talake seinen Ministerposten. 1999 reichte er als Parlamentarier den erfolgreichen Misstrauensantrag gegen den damaligen tuvaluischen Premierminister Bikenibeu Paeniu ein. Ein Online-Artikel der Welt bezeichnete ihn im September 2000 als Tuvalus „Chef der Öffentlichkeitsarbeit“. Er war an der Aushandlung des Vertrags von Tuvalu mit der Internetfirma DotTV bezüglich der Internetdomain .tv beteiligt und erhielt anschließend auch einen Sitz im Vorstand des Unternehmens. Zeitweise war er auch lokaler Direktor der Tuvalu TV Corporation und war unter Faimalaga Luka Sonderberater der Regierung. Ende 2001 entzogen mehrere Parlamentarier, darunter Talake selbst, Luka ihre Unterstützung entzogen und nahmen ihm damit die parlamentarische Mehrheit. Anschließend kandidierte Talake selbst für den Posten des Premierministers und konnte im Parlament acht der 15 Stimmen für sich entscheiden. Am 13. Dezember 2001 trat er sein neues Amt an.
Talake trat mit dem finanzpolitischen Versprechen an, keine neuen Ausgaben zu tätigen, solange der Staat keine neuen Einnahmequellen erschließe. Außenpolitisch behielt er Tuvalus Linie im Taiwan-Konflikt bei und unterstützte weiterhin Taiwan, das er während seiner Amtszeit zweimal besuchte. Im Zentrum seiner Amtszeit stellte er den Umgang mit den Folgen der globalen Erwärmung. Durch den damit verbundenen Meeresspiegelanstieg gilt Tuvalu als Inselstaat als besonders vom Klimawandel gefährdetes Land. Entsprechend rief er die internationale Gemeinschaft auf, dem Inselstaat bei seinem Kampf gegen den steigenden Meeresspiegel zu unterstützen. Kritisch äußerte er sich über die Regierungen der Vereinigten Staaten unter Präsident George W. Bush und Australien unter Premierminister John Howard, da beide Länder seiner Meinung zu wenig gegen den Klimawandel machen würden und im Gegenteil sogar noch Studien vorgelegt hätten, die einen (bis 2002) tatsächlichen Anstieg des Meeresspiegels bestritten hätten. Tuvalu sei das lebende Beispiel dafür, dass der Meeresspiegel bereits im Zeitraum bis 2002 angestiegen sei, und verwies auf Einschränkungen des Lebens für die Menchen in Tuvalu, die bereits damals als Folge des Meeresspiegelanstiegs aufgetreten seien. Als Regierungschef handelte er mit Neuseeland aus, dass jährlich 75 Tuvaluer nach Neuseeland migrieren können. Öffentlich kokettierte er zudem mit dem Gedanken, führende Industrieländer für ihre Rolle beim Klimawandel zu verklagen. Entsprechende Pläne entwickelte er zusammen mit den Malediven und Kiribati. Kritiker in Tuvalu zeigten sich allerdings skeptisch, ob der Staat dafür die ausreichenden juristischen Möglichkeiten hatte. Bei den Parlamentswahlen 2002 verlor Talake seinen Sitz und damit auch sein Amit als Premierminister. In seinem Wahlkreis Vaitupu landete er mit 85 von 1.454 Stimmen nur auf dem letzten von neun Plätzen. Sein Nachfolger wurde Saufatu Sopoanga, den er zuvor als Finanzminister in sein Kabinett geholt hatte. Er zog daraufhin selbst nach Neuseeland und starb 2008 im Alter von 73 Jahren.

## Auszeichnungen
- 1978: Member des Order of the British Empire (MBE)[14]